# Hendrawan
Hendrawan (n. 27 iunie 1972, Malang, Provincia Java de Est, Indonezia) este un jucător de badminton ce a reprezentat Indonezia, medaliat olimpic. A participat la o ediție a Jocurilor Olimpice (2000) în care a câștigat o medalie de argint.